# Rivalidad futbolística entre Costa Rica y México
La rivalidad futbolística entre Costa Rica y México es el encuentro disputado entre ambas selecciones nacionales. Es uno de los enfrentamientos de fútbol más recurrentes en las clasificatorias de la Confederación Norte, Centroamericana y del Caribe de Futbol (Concacaf) para la Copa Mundial de Fútbol y en la Copa Oro de la Concacaf. 
Han disputado cincuenta enfrentamientos oficiales reconocidos por la FIFA entre ambos seleccionados, es el segundo rival más recurrente de la Selección de México y el cuarto para la Selección de Costa Rica. En el historial de los cincuenta partidos, México aventaja la cuenta con treinta victorias, Costa Rica cuenta con seis triunfos, mientras que han empatado en dieciséis ocasiones
Mantienen una rivalidad histórica proveniente de múltiples factores, una ellas es debido a la supremacía deportiva del país norteamericano hacia Centroamérica.  Durante los primeros compromisos ambos países ejercieron una hegemonía en la Concacaf, ya que conquistaron tres Campeonatos de Naciones de Concacaf. Inclusive llegaron a disputar el anterior «clásico de Concacaf» ya que ambas selecciones contaban con nivel muy equilibrado.

## Historia
El primer encuentro oficial entre ambos países fue disputado durante los Juegos Centroamericanos de 1935, celebrados en San Salvador el 2 de abril de 1935, el resultado fue una victoria de 2-0 a favor de México con anotaciones de Luis Pérez y de Tomás Campos. Dos años después en los IV Juegos Centroamericanos y del Caribe de Ciudad de Panamá nuevamente se concretó un resultado a favor 2-1 de los mexicanos con dos goles de Horacio Casarín y uno del costarricense Alejandro Morera.
Durante la década de 1960, Costa Rica ejerció dominio sobre México alcanzando una serie de resultados positivos. En el primer campeonato de Concacaf disputado en 1965, Costa Rica eliminó a México de la primera fase del campeonato y al concluirlo se consagró como el primer campeón de la historia del certamen. Más triunfos de los centroamericanos sobre mexicanos llegaron en un encuentro correspondiente a la eliminatoria para el Mundial de 1962 (1-0 en San José) y otro más en el Campeonato de Concacaf de 1969 (2-0), título que Costa Rica alcanzó en ese año. Pese a ello, Costa Rica no logró clasificarse a ninguna Copa Mundial de la FIFA, en contraste México logró los cupos para los campeonatos del mundo de Chile 1962 e Inglaterra 1966, con triunfos sobre los centroamericanos.
En la década de 1970, la balanza de triunfos se mantuvo a favor de México, país anfitrión de la Copa Mundial de 1970. La selección mexicana conquistó dos Campeonatos de Concacaf en 1971 y 1977, sin embargo no se clasificó al Mundial de Alemania 1974, como si para Argentina 1978. Mientras que Costa Rica vivió una época de crisis en el campeonato continental y en las eliminatorias, sin conseguir el éxito de la década predecesora en el campeonato de Concacaf ni lograr participar en una Copa Mundial de la FIFA. En agosto de 1975, el país norteamericano organizó una copa amistosa: «Copa Ciudad de México», el 17 del respectivo mes, México consiguió un abultado triunfo de 7-0 sobre Costa Rica, siendo hasta ahora el peor resultado de la selección centroamericana.
En la década de 1980, Costa Rica regresó al éxito tras ganar el campeonato de Concacaf de 1989 y clasificarse por primera en su historia a una Copa Mundial de la FIFA para la edición de Italia 1990, certamen donde logró disputar los octavos de final. México nuevamente vivió una época de luces y sombras al únicamente disputar un campeonato mundial en 1986 como anfitrión, pero fallando en las ediciones de España 1982 e Italia 1990. Durante los diez años únicamente disputaron dos encuentros amistosos, ambos ganados por los mexicanos por 1-0 en marzo de 1983.
El 19 de junio de 1997, Costa Rica y México fueron selecciones invitadas a la Copa América de Bolivia, compartiendo el mismo grupo, en el choque empataron con un gol, el mexicano Luis Hernández marcó al 14' de penal y el costarricense Hernán Medford al 60' marcaron los tantos.
El 11 de noviembre del mismo año, se disputó uno de los partidos más emotivos entre los dos países, un compromiso de eliminatoria para la Copa Mundial de 1998, finalizó con empate de 3-3 en el estadio Azteca, en el cual Costa Rica rescató el empate tras ir cayendo en el marcador por 3-1. También significó el primer empate que lograron los costarricenses en dicho escenario.
En la clasificación para la copa Mundial de 2002 Costa Rica rompió el invicto como local de México tanto en territorio mexicano como en el estadio Azteca en partidos de eliminatorias, el 17 de junio de 2001, Rolando Fonseca con gol de tiro libre y la figura del encuentro Hernán Medford marcó la anotación del triunfo tras rematar un rechace del arquero Oswaldo Sánchez, así revirtiendo la desventaja ante México tras haber recibido una temprana anotación de José Manuel Abundis. Enseguida del partido la prensa mexicana bautizó a la derrota como el «Aztecazo», haciendo una analogía del «Maracanazo»
Durante las eliminatorias rumbo a Alemania 2006 y  Sudáfrica 2010 México obtuvo cuatro triunfos en cuatro partidos, incluyendo una goleada a favor de México 0-3 en San José, Costa Rica en 2009.
A partir de 2010 ha habido una serie de enfrentamientos vibrantes, en la Copa de Oro 2011  México aplasto 4:1 al combinado tico y en el cuadrangular previo al hexagonal rumbo a Brasil 2014 México consiguió  la victoria en el nuevo Estadio Nacional de Costa Rica con un marcador de  0:2 y  1:0 en el Estadio Azteca de esta manera impuso una amplia paternidad sobre el cuadro centroamericano. 
En el hexagonal final de 2013 Costa Rica obtuvo buenos resultados frente al cuadro mexicano incluyendo un empate 0:0 en el Estadio Azteca y una victoria de 2:1  en el estadio Nacional de Costa Rica, en la cual durante un lapso de minutos dejó al borde de la eliminación  al equipo Azteca del mundial  y además rompió una racha de 13 partidos sin poder derrotar al equipo Mexicano.
Nuevamente se vieron las caras en los cuartos de final de la Copa de Oro 2015 donde el equipo mexicano se impuso 1:0 en los tiempos extras con un polémico penal. En el hexagonal rumbo a Rusia 2018 México ganó 2:0 en la Ciudad de México y en San José empataron 1:1, ambos cuadros clasificaron a la copa del mundo.
En la Copa de Oro 2019 se volvieron a topar en los cuartos de final esta vez empataron 1:1 y México se impuso en tanda de penaltis 5:4 con una soberbia actuación de Guillermo Ochoa.

## Comparativa entre selecciones

### Datos generales
| Asunto                                   | Costa Rica                                                         | México                                                                             |
| ---------------------------------------- | ------------------------------------------------------------------ | ---------------------------------------------------------------------------------- |
| Nombre de la federación                  | FEDEFUTBOL                                                         | FEMEXFUT                                                                           |
| Año de fundación                         | 1921                                                               | 1922                                                                               |
| Año de afiliación a la FIFA              | 1927                                                               | 1929                                                                               |
| Año de afiliación a la CONCACAF          | 1962                                                               | 1961                                                                               |
| Nombre de la liga                        | Primera División de Costa Rica                                     | Primera División de México                                                         |
| Sede principal                           | Estadio Nacional                                                   | Estadio Azteca                                                                     |
| Capacidad del estadio                    | 35 175 espectadores                                                | 87 000 espectadores                                                                |
| Mejor posición en Ranking FIFA (mensual) | 13° (febrero de 2015)                                              | 4° (febrero de 1998)                                                               |
| Peor posición en Ranking FIFA (mensual)  | 93° (julio de 1996)                                                | 40° (julio de 2015)                                                                |
| Mejor posición en Ranking FIFA (anual)   | 16° (2014)                                                         | 5° (1997 y 2005)                                                                   |
| Peor posición en Ranking FIFA (anual)    | 78° (1995)                                                         | 27° (2010)                                                                         |
| Máximo goleador                          | Rolando Fonseca (47)                                               | Javier Hernández (51)                                                              |
| Jugador con más partidos                 | Walter Centeno (135)                                               | Claudio Suárez (177)                                                               |
| Encuentros oficiales FIFA                |                                                                    | 806                                                                                |
| Mejor resultado                          | Costa Rica 12:0 Puerto Rico Barranquilla — 10 de diciembre de 1946 | México 11:0 San Vicente y las Granadinas Ciudad de México — 6 de diciembre de 1992 |
| Peor resultado                           | Costa Rica 0:7 México Ciudad de México — 17 de agosto de 1975      | México 0:8 Inglaterra Londres — 10 de mayo de 1961                                 |

Datos actualizados: 11 de marzo de 2017.

### Datos en competiciones
| Asunto                                     | Costa Rica                                           | México                               |
| ------------------------------------------ | ---------------------------------------------------- | ------------------------------------ |
| Participaciones en Copa Mundial de Fútbol  | 5                                                    | 16                                   |
| Participaciones en Copa Confederaciones    | 0                                                    | 7                                    |
| Participaciones en Copa América            | 5                                                    | 10                                   |
| Participaciones en Copa Oro de la Concacaf | 20                                                   | 23                                   |
| Mejor puesto en Copa Mundial de Fútbol     | Cuartos de final (2014)                              | Cuartos de final (1970 y 1986)       |
| Mejor puesto en Copa América               | Cuartos de final (2001 y 2004)                       | Subcampeón (1993 y 2001)             |
| Mejor puesto en Copa Oro de la Concacaf    | Campeón (3)                                          | Campeón (11)                         |
| Más partidos en Copa Mundial de Fútbol     | Christian Bolaños y Michael Umaña (7)                | Rafael Márquez (20)                  |
| Más partidos en Copa América               | Luis Marín (9)                                       | Claudio Suárez (22)                  |
| Más partidos en Copa Oro de la Concacaf    | Harold Wallace (21)                                  | Andrés Guardado (18)                 |
| Máximo goleador en Copa Mundial de Fútbol  | Paulo Wanchope y Rónald Gómez (3)                    | Luis Hernández, Javier Hernández (4) |
| Máximo goleador en Copa América            | Paulo Wanchope (5)                                   | Luis Hernández (9)                   |
| Máximo goleador en Copa Oro de la Concacaf | Walter Centeno (9)                                   | Luis Roberto Alves (12)              |
| Mejor resultado en Copa Mundial de Fútbol  | 3:1 vs Uruguay (2014)                                | 4:0 vs El Salvador (1970)            |
| Mejor resultado en Copa América            | 4:0 vs Bolivia (2001)                                | 6:0 vs Paraguay (2007)               |
| Mejor resultado en Copa Oro de la Concacaf | 6:0 vs Jamaica y Antillas Neerlandesas (1963 y 1965) | 9:0 vs Martinica (1993)              |

## Historial de partidos
| #  | Fecha      | Ciudad              | Estadio                 | Local | Res.         | Visita | Competición              | Fase             | Goleadores Local                                                                       | Goleadores Visita                                     |  |
| -- | ---------- | ------------------- | ----------------------- | ----- | ------------ | ------ | ------------------------ | ---------------- | -------------------------------------------------------------------------------------- | ----------------------------------------------------- |  |
| 1  | 02/04/1935 | San Salvador        | Nacional                | MEX   | 2-0          | CRC    | Centroamericanos 1935    | Liguilla         | GolesPérez (26'), T. Lozano (67')                                                      |                                                       |  |
| 2  | 22/02/1938 | Ciudad de Panamá    | Olímpic Nacional        | MEX   | 2-1          | CRC    | Centroamericanos 1938    | Liguilla         | GolesCasarín (5', 59')                                                                 | GolesMorera (20')                                     |  |
| 3  | 28/02/1956 | Ciudad de México    | Olímpico Universitario  | MEX   | 1-1          | CRC    | Panamericano 1956        | Liguilla         | GolesCalderón (40')                                                                    | GolesMonge (57')                                      |  |
| 4  | 20/10/1957 | Ciudad de México    | Olímpico Universitario  | MEX   | 2-0          | CRC    | Mundial 1958 (C)         | Fase final       | GolesBelmonte (77'), L. López (86')                                                    |                                                       |  |
| 5  | 27/10/1957 | San José            | Nacional (1924)         | CRC   | 1-1          | MEX    | Mundial 1958 (C)         | Fase final       | GolesJ. Soto (32')                                                                     | GolesL. López (27')                                   |  |
| 6  | 01/03/1959 | Ciudad de México    | Olímpico Universitario  | MEX   | 3-1          | CRC    | Amistoso                 | Amistoso         | GolesH. Hernández (4', 16', 58')                                                       | GolesBejarano (63')                                   |  |
| 7  | 08/03/1959 | San José            | Nacional                | CRC   | 1-2          | MEX    | Amistoso                 | Amistoso         | GolesPearson (35')                                                                     | GolesH. Hernández (10', 40')                          |  |
| 8  | 13/03/1960 | San José            | Nacional                | CRC   | 1-1          | MEX    | Panamericano 1960        | Liguilla         | GolesValenciano (35')                                                                  | GolesH. Hernández (60')                               |  |
| 9  | 20/03/1960 | San José            | Nacional                | CRC   | 0-3          | MEX    | Panamericano 1960        | Liguilla         |                                                                                        | GolesC. González (19'), Díaz (61'), S. Mercado (86')  |  |
| 10 | 22/03/1961 | San José            | Nacional                | CRC   | 1-0          | MEX    | Mundial 1962 (C)         | Fase final       | GolesGobán 52'                                                                         |                                                       |  |
| 11 | 12/04/1961 | Ciudad de México    | Olímpico Universitario  | MEX   | 4-1          | CRC    | Mundial 1962 (C)         | Fase final       | GolesFrancisco Flores (1'), Cárdenas (32'), Gutiérrez (78'), S. Mercado (89')          | GolesUlloa (54')                                      |  |
| 12 | 30/03/1963 | Santa Ana           | Flor Blanca             | CRC   | 0-0          | MEX    | Copa Concacaf 1963       | Fase final       |                                                                                        |                                                       |  |
| 13 | 06/04/1965 | Ciudad de Guatemala | Mateo Flores            | CRC   | 1-1          | MEX    | Copa Concacaf 1965       | Fase final       | GolesZúñiga (9')                                                                       | GolesRuvalcaba (45')                                  |  |
| 14 | 25/04/1965 | San José            | Nacional                | CRC   | 0-0          | MEX    | Mundial 1966 (C)         | Fase final       |                                                                                        |                                                       |  |
| 15 | 16/05/1965 | Ciudad de México    | Olímpico Universitario  | MEX   | 1-0          | CRC    | Mundial 1966 (C)         | Fase final       | GolesCisneros (17')                                                                    |                                                       |  |
| 16 | 30/11/1969 | San José            | Nacional                | CRC   | 2-0          | MEX    | Copa Concacaf 1969       | Fase final       | GolesGrant (5'), Sáenz (30')                                                           |                                                       |  |
| 17 | 02/12/1971 | Puerto España       | Queen's Park Oval       | CRC   | 0-1          | MEX    | Copa Concacaf 1971       | Fase final       |                                                                                        | GolesR. Rodríguez (73')                               |  |
| 18 | 06/08/1972 | San José            | Nacional                | CRC   | 1-0          | MEX    | Amistoso                 | Amistoso         | GolesHernández Ramírez 85'                                                             |                                                       |  |
| 19 | 12/10/1972 | Ciudad de México    | Azteca                  | MEX   | 3-0          | CRC    | Amistoso                 | Amistoso         | GolesBorja (42', 45', 60')                                                             |                                                       |  |
| 20 | 17/08/1975 | Ciudad de México    | Azteca                  | MEX   | 7-0          | CRC    | Amistoso                 | Amistoso         | GolesAlvarado (2'), Álvarez (9'), Delgado (25', 81'), Cuéllar (67', 70'), Vargas (90') |                                                       |  |
| 21 | 15/03/1983 | San José            | Nacional                | CRC   | 0-1          | MEX    | Amistoso                 | Amistoso         |                                                                                        | GolesAguirre                                          |  |
| 22 | 22/03/1983 | Ciudad de México    | Azteca                  | MEX   | 1-0          | CRC    | Amistoso                 | Amistoso         | GolesR. Márquez (20')                                                                  |                                                       |  |
| 23 | 07/07/1991 | Los Ángeles         | Memorial Coliseum       | MEX   | 2-0          | CRC    | Copa Oro 1991            | Tercer puesto    | GolesFarfán (9'), Galindo (89')                                                        |                                                       |  |
| 24 | 22/11/1992 | Ciudad de México    | Azulgrana               | MEX   | 4-0          | CRC    | Mundial 1994 (C)         | Cuadrangular     | GolesL. García (61', 69'), C. Suárez (64'), J. M. de la Torre (82')                    |                                                       |  |
| 25 | 29/11/1992 | San José            | Nacional                | CRC   | 2-0          | MEX    | Mundial 1994 (C)         | Cuadrangular     | GolesR. Smith (47', 88')                                                               |                                                       |  |
| 26 | 15/07/1993 | Ciudad de México    | Azteca                  | MEX   | 1-1          | CRC    | Copa Oro 1993            | Fase de grupos   | GolesJ. Delgado (74' a.g.)                                                             | GolesJ. Cayasso (30')                                 |  |
| 27 | 16/03/1997 | Tibás               | Ricardo Saprissa        | CRC   | 0-0          | MEX    | Mundial 1998 (C)         | Hexagonal        |                                                                                        |                                                       |  |
| 28 | 19/06/1997 | Santa Cruz          | Ramón Tahuichi Aguilera | MEX   | 1-1          | CRC    | Copa América 1997        | Fase de grupos   | GolesL. Hernández (14' p.)                                                             | GolesMedford (60')                                    |  |
| 29 | 09/11/1997 | Ciudad de México    | Azteca                  | MEX   | 3-3          | CRC    | Mundial 1998 (C)         | Hexagonal        | GolesP.C. Chávez (1'), B. Galindo (42'), C. Hermosillo (68')                           | GolesH. Medford (54'), J. Soto (71'), Wanchope (86')  |  |
| 30 | 16/06/2001 | Ciudad de México    | Azteca                  | MEX   | 1-2          | CRC    | Mundial 2002 (C)         | Hexagonal        | GolesJ.M. Abundis (7')                                                                 | GolesR. Fonseca (72'), H. Medford (86')               |  |
| 31 | 07/10/2001 | Tibás               | Ricardo Saprissa        | CRC   | 0-0          | MEX    | Mundial 2002 (C)         | Hexagonal        |                                                                                        |                                                       |  |
| 32 | 24/07/2003 | Ciudad de México    | Azteca                  | MEX   | 2-0          | CRC    | Copa Oro 2003            | Semifinales      | GolesR. Márquez (19'), J. Borgetti (28')                                               |                                                       |  |
| 33 | 31/03/2004 | Carson              | The Home Depot Center   | MEX   | 2-0          | CRC    | Amistoso                 | Amistoso         | GolesGarcía Torres (13'), Martínez (41')                                               |                                                       |  |
| 34 | 09/02/2005 | Tibás               | Ricardo Saprissa        | CRC   | 1-2          | MEX    | Mundial 2006 (C)         | Hexagonal        | GolesWanchope (38')                                                                    | GolesJ. Lozano (8', 10')                              |  |
| 35 | 17/08/2005 | Ciudad de México    | Azteca                  | MEX   | 2-0          | CRC    | Mundial 2006 (C)         | Hexagonal        | GolesBorgetti (63'), F. Fonseca (86')                                                  |                                                       |  |
| 36 | 17/06/2007 | Houston             | Reliant Stadium         | MEX   | 1-0 (t.s.)   | CRC    | Copa Oro 2007            | Cuartos de final | GolesBorgetti (97')                                                                    |                                                       |  |
| 37 | 28/03/2009 | Ciudad de México    | Azteca                  | MEX   | 2-0          | CRC    | Mundial 2010 (C)         | Hexagonal        | GolesBravo (20'), Pardo (52' p.)                                                       |                                                       |  |
| 38 | 23/07/2009 | Chicago             | Soldier Field           | CRC   | 1-1 (3-5 p.) | MEX    | Copa Oro 2009            | Semifinal        | GolesLedezma (90+3')                                                                   | GolesFranco (88')                                     |  |
| 39 | 05/09/2009 | Tibás               | Ricardo Saprissa        | CRC   | 0-3          | MEX    | Mundial 2010 (C)         | Hexagonal        |                                                                                        | Golesdos Santos (45+1'), Franco (62'), Guardado (71') |  |
| 40 | 12/06/2011 | Chicago             | Soldier Field           | MEX   | 4-1          | CRC    | Copa Oro 2011            | Fase de grupos   | GolesMárquez (17'), Guardado (19', 26'), Barrera (38')                                 | GolesUreña (69')                                      |  |
| 41 | 07/09/2012 | San José            | Nacional                | CRC   | 0-2          | MEX    | Mundial 2014 (C)         | Cuadrangular     |                                                                                        | GolesSalcido (44'), Zavala (52')                      |  |
| 42 | 11/09/2012 | Ciudad de México    | Azteca                  | MEX   | 1-0          | CRC    | Mundial 2014 (C)         | Cuadrangular     | GolesJ. Hernández (61')                                                                |                                                       |  |
| 43 | 11/06/2013 | Ciudad de México    | Azteca                  | MEX   | 0-0          | CRC    | Mundial 2014 (C)         | Hexagonal        |                                                                                        |                                                       |  |
| 44 | 15/10/2013 | San José            | Nacional                | CRC   | 2-1          | MEX    | Mundial 2014 (C)         | Hexagonal        | GolesB. Ruiz (24'), Saborío (63')                                                      | GolesPeralta (28')                                    |  |
| 45 | 27/06/2015 | Orlando             | Citrus Bowl             | MEX   | 2-2          | CRC    | Amistoso                 | Amistoso         | Golesdos Santos (53'), J. Hernández (55')                                              | GolesD. Ramírez (4'), Layún (36' a.g.)                |  |
| 46 | 20/07/2015 | East Rutherford     | MetLife Stadium         | MEX   | 1-0 (t.s.)   | CRC    | Copa Oro 2015            | Cuartos de final | GolesGuardado (120+4' p.)                                                              |                                                       |  |
| 47 | 24/03/2017 | Ciudad de México    | Azteca                  | MEX   | 2-0          | CRC    | Mundial 2018 (C)         | Hexagonal        | GolesJ. Hernández (7'), Araujo (45')                                                   |                                                       |  |
| 48 | 05/09/2017 | San José            | Nacional                | CRC   | 1-1          | MEX    | Mundial 2018 (C)         | Hexagonal        | GolesUreña (83')                                                                       | GolesGamboa (42' a.g.)                                |  |
| 49 | 11/10/2018 | San Nicolás         | Universitario           | MEX   | 3-2          | CRC    | Amistoso                 | Amistoso         | GolesGuzmán (33'), Martín (56'), Jiménez (71' p.)                                      | GolesCampbell (29'), Ruiz (44' p.)                    |  |
| 50 | 29/06/2019 | Houston             | NRG Stadium             | MEX   | 1-1 (5-4 p.) | CRC    | Copa Oro 2019            | Cuartos de final | GolesJiménez (44')                                                                     | GolesRuiz (52' p.)                                    |  |
| 51 | 30/03/2021 | Wiener Neustadt     | Stadion Wiener Neustadt | CRC   | 0-1          | MEX    | Amistoso                 | Amistoso         |                                                                                        | GolesH. Lozano (89')                                  |  |
| 52 | 03/06/2021 | Houston             | NRG Stadium             | MEX   | 0-0 (5-4 p.) | CRC    | Liga de Naciones 2019-20 | Semifinal        |                                                                                        |                                                       |  |
| 53 | 05/09/2021 | San José            | Estadio Nacional        | CRC   | 0-1          | MEX    | Mundial 2022 (C)         | Octagonal        |                                                                                        | GolesO. Pineda (45+1' p.)                             |  |
| 54 | 30/01/2022 | Ciudad de México    | Azteca                  | MEX   | 0-0          | CRC    | Mundial 2022 (C)         | Octagonal        |                                                                                        |                                                       |  |
| 55 | 08/07/2023 | Arlington           | AT&T Stadium            | MEX   | 2-0          | CRC    | Copa Oro 2023            | Cuartos de final | GolesO. Pineda (52' p.), E. Sánchez (87')                                              |                                                       |  |
| 56 | 22/06/2025 | Las Vegas           | Allegiant Stadium       | MEX   | 0-0          | CRC    | Copa Oro 2025            | Fase de grupos   |                                                                                        |                                                       |  |

## Resumen del historial
- Actualizado al 8 de julio de 2023.[1]

| Competición                          | PJ | PG | PE | PG | GF | GF | %     | %     |
| ------------------------------------ | -- | -- | -- | -- | -- | -- | ----- | ----- |
| Clasificación Copa Mundial de Fútbol | 24 | 12 | 8  | 4  | 33 | 14 | 61.11 | 27.78 |
| Copa América                         | 1  | 0  | 1  | 0  | 1  | 1  | 33.33 | 33.33 |
| Copa Oro de la Concacaf              | 13 | 7  | 5  | 1  | 17 | 7  | 66.67 | 20.51 |
| Liga de Naciones de la Concacaf      | 1  | 0  | 1  | 0  | 0  | 0  | 33.33 | 33.33 |
| Campeonato Panamericano              | 3  | 1  | 2  | 0  | 5  | 2  | 55.56 | 22.22 |
| Juegos Centroamericanos y del Caribe | 2  | 2  | 0  | 0  | 4  | 1  | 100   | 0     |
| Total oficiales                      | 44 | 22 | 17 | 5  | 60 | 25 | 62.88 | 24.24 |
| Total amistosos                      | 11 | 10 | 1  | 1  | 25 | 6  | 84.85 | 12.12 |
| Total                                | 55 | 32 | 18 | 6  | 85 | 31 | 69.09 | 21.82 |

## Estadísticas

### Goleadores
| Héctor Hernández                                                   | 2 | 5 | 2 | 1 | 1 | 0 | 5  | 6 | 1.2  |
| Andrés Guardado                                                    | 1 | 0 | 4 | 3 | 6 | 1 | 11 | 4 | 0.36 |
| Enrique Borja                                                      | 2 | 3 | - | - | - | - | 2  | 3 | 1.5  |
| Jared Borgetti                                                     | 1 | 0 | 2 | 2 | 2 | 1 | 5  | 3 | 0.6  |
| Javier Hernández                                                   | 1 | 1 | 1 | 0 | 5 | 2 | 7  | 3 | 0.43 |
| Hernán Medford                                                     | - | - | 2 | 1 | 6 | 2 | 8  | 3 | 0.38 |
| Bryan Ruiz                                                         | 3 | 1 | 2 | 1 | 6 | 1 | 11 | 3 | 0.27 |
| (1)Copa Oro de la Concacaf, Copa América, Campeonato Panamericano. |   |   |   |   |   |   |    |   |      |

## Datos
- Máximo goleador de México contra Costa Rica: Héctor Hernández, 6.[10][11]
- Máximo goleador de Costa Rica contra México: Hernán Medford y Bryan Ruiz, 3.
- Jugador con más partidos disputados con México: Andrés Guardado, 11.[12]
- Jugador con más partidos disputados con Costa Rica: Álvaro Saborío, 11.[13]
- Resultado más repetido: México 2-0 Costa Rica (10 veces).
- Victorias de México en Costa Rica: 8 (2-1 en 1959, 3-0 en 1960, 1-0 en 1993, 1-0 en 1983, 2-1 en 2005, 3-0 en 2009, 2-0 en 2012, 1-0 en 2021).[14]
- Victorias de Costa Rica en México: 1 (2-1 en 2001).
- Partido con más goles: México 7-0 Costa Rica (7 goles).[15]
- Jugador con más goles en un partido:
  -  Héctor Hernández (3 goles, México 3-1 Costa Rica en 1959).
  -  Enrique Borja (3 goles, México 3-0 Costa Rica en 1972).

### Partidos relevantes
| Juegos Centroamericanos 1935; 2 de abril de 1935 | México                 | 2:0 (1:0) | Costa Rica | Estadio Nacional, San Salvador                                   |                                                                  |
|                                                  | Pérez 26' · Lozano 67' | Reporte   |            | Asistencia: 20 000 espectadores Árbitro(s): Jacobo de Fuenquinos | Asistencia: 20 000 espectadores Árbitro(s): Jacobo de Fuenquinos |
| Primer encuentro oficial.                        |                        |           |            |                                                                  |                                                                  |

| Clasificación Mundial 1962; 22 de marzo de 1961                                                           | Costa Rica | 1:0 (0:0) | México | Estadio Nacional, San José                                             |                                                                        |
| | Gobán 52'  | Reporte   |        | Asistencia: 35 000 espectadores Árbitro(s): Eunapio Gouveia de Queiroz | Asistencia: 35 000 espectadores Árbitro(s): Eunapio Gouveia de Queiroz |
| Primera victoria de Costa Rica sobre México. Primera victoria de Costa Rica sobre México en eliminatorias |            |           |        |                                                                        |                                                                        |

| Campeonato Concacaf de 1969; 30 de noviembre de 1969          | Costa Rica           | 2:0 (2:0) | México | Estadio Nacional, San José                                 |                                                            |
|                                                               | Grant 4' · Sáenz 33' | Reporte   |        | Asistencia: 20 297 espectadores Árbitro(s): Henry Landauer | Asistencia: 20 297 espectadores Árbitro(s): Henry Landauer |
| Primera victoria de Costa Rica sobre México en Copa Concacaf. |                      |           |        |                                                            |                                                            |

| Copa Ciudad de México 1975; 17 de agosto de 1975 | México                                                                    | 7:0 (3:0) | Costa Rica | Estadio Azteca, Ciudad de México |                             |
|                                                  | Alvarado 2' · Álvarez 9' · Delgado 25' 81' · Cuéllar 67' 70' · Vargas 90' | Reporte   |            | Árbitro(s): Arturo Yamasaki      | Árbitro(s): Arturo Yamasaki |
| Mayor victoria de México sobre Costa Rica.       |                                                                           |           |            |                                  |                             |

| Clasificación Mundial 2002; 16 de junio de 2001, 12:00 (UTC-5)                                   | México     | 1:2 (1:0) | Costa Rica                | Estadio Azteca, Ciudad de México                          |                                                           |
|                                                                                                  | Abundis 7' | Reporte   | Fonseca 72' · Medford 86' | Asistencia: 60 000 espectadores Árbitro(s): Carlos Batres | Asistencia: 60 000 espectadores Árbitro(s): Carlos Batres |
| Primer victoria de Costa Rica en México. Primera derrota de México por eliminatorias como local. |            |           |                           |                                                           |                                                           |

| Copa Oro 2003 - Semifinal; 24 de julio de 2003 | Costa Rica | 0:2 (0:2) | México                     | Estadio Azteca, Ciudad de México                        |                                                         |
|                                                |            |           | Márquez 19' · Borgetti 28' | Asistencia: 35 000 espectadores Árbitro(s): Nery Alfaro | Asistencia: 35 000 espectadores Árbitro(s): Nery Alfaro |

| Copa Oro 2007 - Cuartos de final; 17 de junio de 2007, 14:00 (UTC-5) | México       | 1:0 (0:0) (t. s.) | Costa Rica | Reliant Stadium, Houston                                 |                                                          |
|                                                                      | Borgetti 97' | Reporte           |            | Asistencia: 70 092 espectadores Árbitro(s): Terry Vaughn | Asistencia: 70 092 espectadores Árbitro(s): Terry Vaughn |

| Copa Oro 2009 - Semifinal; 23 de julio de 2009, 22:00 (UTC-5) | Costa Rica                          | 1:1 (0:0) (3:5 p.)         | México                                    | Soldier Field, Chicago                                     |                                                            |
|                                                               | Ledezma 90+3'                       | Reporte                    | Franco 88'                                | Asistencia: 55 173 espectadores Árbitro(s): Roberto Moreno | Asistencia: 55 173 espectadores Árbitro(s): Roberto Moreno |
|                                                               |                                     | Tiros desde el punto penal |                                           |                                                            |                                                            |
|                                                               | Saborío · Borges · Ledezma · Oviedo |                            | Franco · Santos · Torrado · Juárez · Vela |                                                            |                                                            |

| Clasificación Mundial 2010; 5 de septiembre de 2009, 20:00 (UTC-6)         | Costa Rica | 0:3 (0:1) | México                                       | Estadio Ricardo Saprissa, Tibás                         |                                                         |
|                                                                            |            | Reporte   | dos Santos 45+1' · Franco 62' · Guardado 71' | Asistencia: 20 000 espectadores Árbitro(s): Neal Brizan | Asistencia: 20 000 espectadores Árbitro(s): Neal Brizan |
| Mayor victoria de México como visitante sobre Costa Rica en eliminatorias. |            |           |                                              |                                                         |                                                         |

| Clasificación Mundial 2014; 15 de octubre de 2013, 19:30 (UTC-6)                                                                                | Costa Rica             | 2:1 (1:1) | México      | Estadio Nacional, San José                               |                                                          |
| | Ruiz 24' · Saborío 63' | Reporte   | Peralta 28' | Asistencia: 35 000 espectadores Árbitro(s): Walter López | Asistencia: 35 000 espectadores Árbitro(s): Walter López |
| Costa Rica vence a México en casa luego de 21 años. Este resultado junto la derrota de Panamá manda a México al repechaje contra Nueva Zelanda. |                        |           |             |                                                          |                                                          |

| Copa Oro 2015 - Cuartos de final; 19 de julio de 2015, 19:45 (UTC-4) | México                 | 1:0 (0:0) (t. s.) | Costa Rica | MetLife Stadium, East Rutherford                         |                                                          |
|                                                                      | Guardado 120+4' (pen.) | Reporte           |            | Asistencia: 74 187 espectadores Árbitro(s): Walter López | Asistencia: 74 187 espectadores Árbitro(s): Walter López |

| Copa Oro 2019 - Cuartos de final; 29 de junio de 2019, 21:30 | México                                                    | 1:1 (1:1, 1:0) (t. s.)(5:4 p.) | Costa Rica                                        | NRG Stadium, Houston                                   |                                                        |
|                                                              | Jiménez 44'                                               | Reporte                        | Ruiz 52' (pen.)                                   | Asistencia: 70 788 espectadores Árbitro(s): John Pittí | Asistencia: 70 788 espectadores Árbitro(s): John Pittí |
|                                                              |                                                           | Tiros desde el punto penal     |                                                   |                                                        |                                                        |
|                                                              | Jiménez · Montes · Alvarado · Gallardo · Moreno · Salcedo |                                | Borges · Aguilar · Leal · Duarte · Calvo · Fuller |                                                        |                                                        |

## Comparativa de títulos
| Competición               | Bandera de Costa Rica | Bandera de México |
| ------------------------- | --------------------- | ----------------- |
| Copa Mundial de Fútbol    | 0                     | 0                 |
| Copa FIFA Confederaciones | 0                     | 1                 |
| Copa Oro de la Concacaf   | 3                     | 12                |
| Copa Concacaf             | 0                     | 1                 |
| Totales                   | 3                     | 14                |